# Copa Rio

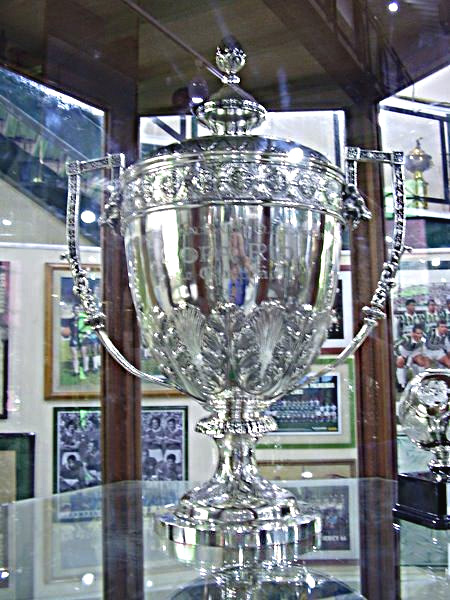
Die Copa Rio von 1951

Das Torneio Internacional de Clubes Campeões um die Copa Rio war ein Fußball-Wettbewerb zur Ermittlung eines Vereins-Weltmeisters. Er wurde vom brasilianischen Fußballverband Confederação Brasileira de Desportos (CBD) 1951 und 1952 veranstaltet.

## Geschichte
Nach der Durchführung der Fußball-Weltmeisterschaft 1950 in Brasilien versuchte der Brasilianische Fußballverband eine ähnliche Konkurrenz für Vereine auf die Beine zu stellen. Die Idee dazu stammte von dem Journalisten Mário Filho. Ursprünglich sollten wie bei der Weltmeisterschaft 1950 in Brasilien 16 Vereine teilnehmen. Am Ende wurden es dann acht, und dann auch nicht wie vorgesehen Vertreter der besten Länder des Weltturnieres von 1950, sondern nach Absagen aus bspw. England wurden Teilnehmer wie FK Austria Wien aus Österreich rekrutiert. Auf der anderen Seite wurden – um die Vereine dort zu unterstützen – in São Paulo und Uruguay die laufenden Meisterschaften unterbrochen.
Das erste Turnier fand vom 30. Juni bis 22. Juli 1951 statt. Als Austragungsort dienten dabei mit dem Maracanã in Rio und dem Estádio do Pacaembu in São Paulo die beiden landesgrößten Stadien. Zunächst wurden zwei Gruppen gespielt und anschließend Semifinale und Finale mit je zwei Matches. Als erste konnte sich der brasilianische Vertreter Palmeiras São Paulo in die Siegerliste eintragen, dem Klub wurde von FIFA-Generalsekretär Ottorino Barassi der silberne Pokal überreicht. Das zweite Turnier währte von 13. Juli bis 2. August 1952 und. Mit Fluminense Rio de Janeiro gewann den Wettbewerb ebenfalls ein Verein aus Brasilien. Die Gruppenphase wurde dort ebenfalls in zwei Gruppen ausgetragen, die jeweils in São Paulo und Rio de Janeiro die Spiele absolvierten. 1952 bestand die Gruppe in Rio aus Peñarol, dem Grasshopper Club Zürich, Sporting Lissabon und Fluminense.
Der Journalist Luciano Álvarez stellt die Beweggründe für die Einführung des Turniers dahingehend dar, dass das Turnier infolge der 1950er-WM-Final-Niederlage der Brasilianer zur Wiederherstellung des internationalen Prestiges des Brasilianer geschaffen wurde. Das Turnier sei von einem extrem feindseligen Klima gegenüber den uruguayischen Mannschaften und parteiischen Schiedsrichtern geprägt gewesen, weshalb zumindest Peñarol eine weitere Teilnahme an dieser Veranstaltung nach 1952 nicht in Erwägung zog. Bereits die 1951er Teilnahme Nacionals an diesem Turnier sei von einer sehr aggressiven Atmosphäre und überharten Spielen gekennzeichnet gewesen.
In kleiner Form fand die Nachfolgeveranstaltung Torneio Octogonal Rivadávia Corrêa Meyer 1953 statt. Nachdem 1954 wiederum eine Fußball-Weltmeisterschaft für Nationalmannschaften stattfand und ein Jahr später in Europa der Europapokal der Landesmeister erstmals ausgetragen wurde, konnte die Vereins-Weltmeisterschaft nicht wieder aufleben. 2007 wurde auf Anfrage des Brasilianischen Verbandes von der FIFA längere Zeit ernsthaft erwogen, die Copa Rio als Teil der wesentlich jüngeren FIFA Club World Championship zu deklarieren, was aber letztendlich unterblieb.

## Die Turniere im Überblick
| Jahr | Finale                    | Finale     | Finale                | Halbfinalisten    | Halbfinalisten     | Halbfinalisten |
| Jahr | Sieger                    | Ergebnisse | Finalist              | Finalist Maracanã | Finalist Pacaembu  |                |
| ---- | ------------------------- | ---------- | --------------------- | ----------------- | ------------------ | -------------- |
| 1951 | Palmeiras São Paulo       | 1:0 / 2:2  | Juventus Turin        | CR Vasco da Gama  | FK Austria Wien    |                |
| 1952 | Fluminense Rio de Janeiro | 2:0 / 2:2  | Corinthians São Paulo | FK Austria Wien   | Peñarol Montevideo |                |